# Semlalia (Marrakech)
 (janvier 2020).
Si vous disposez d'ouvrages ou d'articles de référence ou si vous connaissez des sites web de qualité traitant du thème abordé ici, merci de compléter l'article en donnant les références utiles à sa vérifiabilité et en les liant à la section « Notes et références ».
Semlalia (arabe : السملالية, berbère : ⵙⴻⵎⵍⴰⵍⵉⵢⴰ) est un quartier de Marrakech situé dans l'arrondissement Guéliz. Il se situe au nord du quartier de Guéliz, entre les avenues Abdelkrim El Khattabi et Moulay Abdallah.

## Origine du nom
Le nom de Semlalia provient de celui de l'influente Zaouïa d'Illigh, fondée au XVIIe siècle dans le Souss. Cette confrérie soufie était également connue sous le nom de zaouïa semlalia, du nom de son fondateur, Abou Hassoun Semlali, et de sa tribu d'extraction, la tribu berbère des Ida ou Semlal. Il existait en outre à Marrakech une oliveraie royale appelée Al Semlalia où le sultan Mohammed ben Abdallah recevait parfois des ambassadeurs étrangers.

## Histoire
Pendant le protectorat, le secteur situé au nord du Guéliz abritait plusieurs infrastructures importantes : l'hôpital civil (devenu l'hôpital Ibn Tofail), inauguré en 1928), la prison, et le cimetière européen. Ces établissements ont été créés dans un secteur auparavant occupés par une palmeraie.
Voisin du quartier de Guéliz, le quartier de Semlalia est aménagé très tôt après l'indépendance, dès les années 1960. En 1978, la vocation du quartier change avec l'ouverture de la Faculté des sciences de Semlalia, le premier établissement universitaire de la ville. La vocation étudiante du quartier s'est vue progressivement renforcée par l'ouverte en 1987 de Sup de Co Marrakech et, en 1999, celle de la Faculté de médecine et de pharmacie de Marrakech.

## Caractéristiques
Si l'est du quartier est principalement occupé par des établissements d'enseignement supérieur, à savoir la Faculté de médecine et de pharmacie de Marrakech, la Faculté des sciences de Semlalia et Sup de Co Marrakech, l'ouest de quartier est occupé par des hôtels historiques de Marrakech, notamment les hôtels Amine, Semiramis et Tichka. Le sud du quartier, près de l'hôpital Ibn Tofail est occupé par d'anciennes villas de style colonial tandis que le nord du quartier est occupé par des lotissements plus récents, notamment celui de Arset Sbaïa.

## Transports
- En 2019, le quartier était desservi par les lignes de bus suivantes[2] :
  - L1 (Arset El Bilk - Bab Doukkala)
  - L15 (Arset El Bilk - Sidi Ghanem)
  - L38 (Bab Doukkala - Benguerir)
  - L44 (Bab Doukkala - Centre 44)
  - L441 (Bab Doukkala - Tamansourt)